# ズオン・トゥー・フォン
ズオン・トゥー・フォン（ベトナム語：Dương Thu Hương, 漢字：楊秋香, 1947年 - ）は、ベトナムの作家。タイビン省（太平省）に生まれる。

## 経歴
学生時代にはベトナム戦争に志願したが、1975年のベトナム統一後、ベトナム共産党政府による抑圧的な雰囲気を批判するようになった。1982年、党や知識人を告発した内容のシナリオが検閲に掛かり、以後3年もの間、執筆活動を制限される。1987年、初の長編小説『愛と幻想のハノイ』（Bên kia bờ ảo vọng）を発表。2006年までハノイ（河内）在住であったが、2007年に出国が可能となり、現在はフランスに在住している。2023年チーノ・デル・ドゥーカ世界賞受賞。

## 主要作品
- バン・リーの花（Những bông bần ly 1980）
- 愛と幻想のハノイ（Bên kia bờ ảo vọng 1987）
- 虚構の楽園（Những thiên đường mù 1988）　日本語訳『虚構の楽園』　加藤栄訳、段々社〈現代アジアの女性作家秀作シリーズ〉、1994年。